# Rudolf Rößler
Rudolf Rößler (letzte Schreibweise: Roessler, zuvor auch Rössler; * 22. November 1897 in Kaufbeuren; † 11. Dezember 1958 in Kriens) war ein deutscher Theaterwissenschaftler, Verleger und Betreiber eines privaten Nachrichtendienstes. Während des Zweiten Weltkriegs sammelte er politische, militärische und wirtschaftliche Nachrichten im Zusammenhang mit der Kriegsführung des Deutschen Reichs vorwiegend aus deutschen Quellen. Er redigierte die Nachrichten und gab sie weiter an schweizerische Nachrichtendienste und den sowjetischen Militärnachrichtendienst. Nach 1945 leitete Roessler Informationen aus Westdeutschland an den tschechoslowakischen Nachrichtendienst weiter. Er wurde im gleichen Zeitraum unter dem Namen Lucy bekannt, mit dem ihn Sándor Radó, der Betreiber eines Funknetzes, gegenüber dem sowjetischen Militärnachrichtendienst bezeichnete.

## Jugend und Kriegsdienst

### Schulzeit
Rudolf Roesslers Eltern waren Georg Rößler, bayrischer Forstbeamter und Sophie geb. Kleemann. Er war verheiratet mit Olga geb. Hofmann (* 1905). Er war das jüngste von fünf Kindern. 1902 zog die Familie von Kaufbeuren nach Augsburg. Dort besuchte Roessler das protestantische Gymnasium bei St. Anna. Er musste diese Schule aber verlassen, bevor er einen Abschluss erlangte; dies war seine erste traumatische Erfahrung.

### Kriegsdienst
Im achtzehnten Lebensjahr meldete er sich zum Militärdienst beim 2. Württembergischen Infanterieregiment 120 in Ulm. Am 28. April 1916 wurde er wegen unerlaubter Entfernung von der Truppe zu einer Gefängnisstrafe von 5 Monaten und 15 Tagen verurteilt; ein Rechtsmittel dagegen blieb erfolglos. Roessler wurde am 15. Juli zum Fronteinsatz begnadigt. Zunächst wurde er in die Schlacht an der Somme kommandiert, eine der verlustreichsten Schlachten des Ersten Weltkriegs an der Westfront. Nach dem Auslaufen der scheiternden britischen Durchbruchsversuche nahm Roessler vom 27. November bis zum 21. Dezember am Stellungskampf der leicht eingedrückten deutschen Front teil. Nach dem Fronteinsatz bekam er bei Arras eine langwierige Magen- und Darmerkrankung und wurde in die Lazarette Denain und Berlin-Tegel eingeliefert.

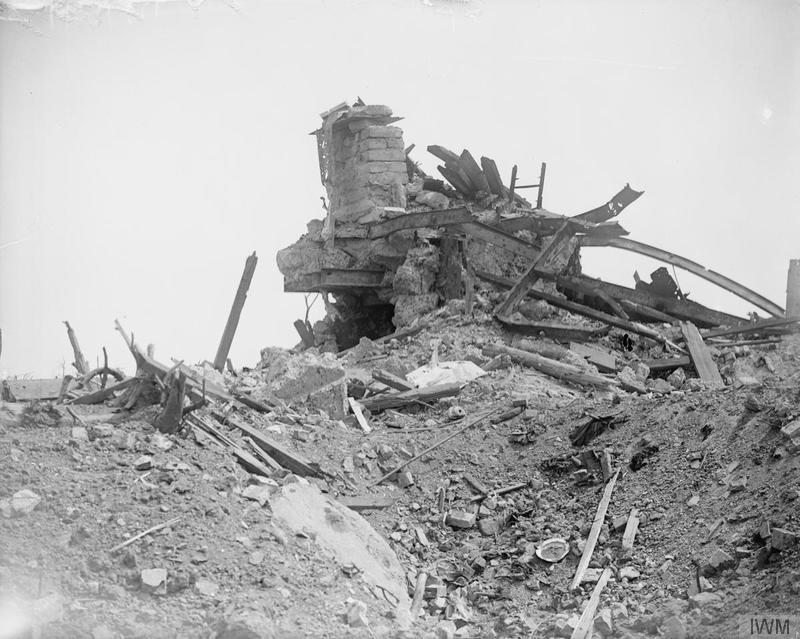
Szene bei Wytschaete

Vom 25. Mai bis zum 12. Juli 1917 wurde Roessler am Wytschaete-Bogen südlich von Ypern eingesetzt. Dort erfolgte britischer Dauerbeschuss vom 21. Mai bis zum 7. Juni. Daraufhin wurde er vom 20. Juli bis zum 10. August in die Stellungskämpfe im Oberelsass kommandiert. Aus diesem Einsatz heraus wurde Roessler in die Dritte Flandernschlacht abgefahren und nahm vom 19. August bis zum 10. September an ihr teil. Wie am Wytschaete-Bogen erlebte er eine britische Offensive. Ohne dazwischenliegende Pause, nämlich vom 11. September bis zum 12. November nahm Roessler an den Kämpfen in der Siegfriedstellung teil. Am 13. November wurde er in nördlicher Richtung verlegt. Dort wurde er am 6. Dezember aus Gefechten bei Hooglede, 20 km südlich von Brügge, herausgelöst und in ein Lazarett bei Deinze, unweit von Gent, verbracht.
Januar und Februar 1918 musste er noch einmal in den Stellungskampf in Flandern. Die Magen- und Darmkrankheit war nicht ausgeheilt und Roessler kam vom 28. Februar bis zum 1. April in die Leichtkrankenabteilung in einer Kaserne in Gent. Von weiteren Gefechten blieb Roessler verschont. Bei seiner Entlassung am 15. März 1919 hatte er zehn Monate Schlachten und Festungskampf hinter sich, acht Monate Lazarett und zwei Monate Gefängnis. Beförderungen, Orden und Auszeichnungen erhielt er nicht.
Auf Roessler machte es einen bleibenden Eindruck, wie unmenschlich der Krieg 1916/1917 geführt wurde und mit welchen Methoden die Massen für das Überleben einer machtgierigen Schicht missbraucht und für einen erbarmungslosen Krieg gefügig gemacht wurden.

## Frühe Berufsjahre
Nach seiner Entlassung, von 1919 bis 1920 war Roessler Volontär in der München-Augsburger Abendzeitung. 1921 gründete er mit Augsburger Bekannten die Literarische Gesellschaft und wurde ihr Vorsitzender. Viele Schriftsteller traten dort auf, unter anderen Thomas Mann, Hermann Hesse, Stefan Zweig, Hermann Graf Keyserling, Fedor Stepun und Sergej Jewgenjewitsch Trubetzkoy. 1922 wurde er Redakteur in seiner Zeitung und blieb ein Jahr dort.
1923 begründete und veranstaltete Roessler die Romantische Woche Augsburg. Es fanden Ausstellungen alter und neuer romantischer Maler statt und Theaterstücke von Romantikern wurden aufgeführt. Roessler verfasste auch eine Überblicksdarstellung zur deutschen Romantik. 1924 wechselte er zur Allgemeinen Zeitung München. Er wurde für den Augsburger Teil verantwortlich und blieb dort bis 1925.
Ab 1925 lieferte Roessler Beiträge für die Frankfurter Zeitung, die Kölnische Zeitung und die Vossische Zeitung. Von 1925 bis 1927 war er Herausgeber von Form und Sinn. Zeitschrift für Kunst und Geistesleben. Hans Carossa und Hermann Hesse veröffentlichten Artikel in dieser kurzlebigen Zeitschrift.
Roessler selbst besprach in einem Aufsatz unter dem Titel Das Glaubensbekenntnis der Dichter zustimmend das soeben erschienene Werk Das Gute des damals bekannten Basler Philosophen Paul Häberlin. Häberlin behauptete darin die Einheit von Güte, Schönheit und Wahrheit in der Schöpfung Gottes. Roessler machte sich diesen Standpunkt zu eigen.

## Im Bühnenvolksbund
1927 kamen Kontakte zwischen Roessler und dem christlich-deutschen Bühnenvolksbund zustande.
Der Bühnenvolksbund war ein Verband, der von 1919 bis 1933 versuchte, die Besucherschaft der Theater zu sammeln und Einfluss auf die Spielpläne der Theater zu nehmen. Die Mitglieder der angeschlossenen Vereine kamen aus Mittelschicht und Bürgertum, sie waren meist untere und mittlere Beamte; weit mehr als die Hälfte der Mitglieder waren Frauen. Die Mitglieder erhielten ermäßigte Karten.
Der Bühnenvolksbund wollte christliche Stücke, wie Weihnachts-, Passions-, und andere Mysterienspiele wiederbeleben. Die Theater sollten veranlasst werden, solche Stücke in ihre Spielpläne aufzunehmen. Diese Bemühungen waren aber in keinem einzigen Fall erfolgreich. Die Mitgliederbeiträge der Vereine reichten nicht aus, staatliche Subventionen auch nicht, so dass der Verband stets gegen Schulden ankämpfen musste.
Roessler wurde 1928 Dramaturg und geschäftsführender
Direktor dieses wenig erfolgversprechenden Verbandes. Gleichzeitig wurde er Leiter des Bühnenvolksbund-Verlages und Herausgeber der Zeitschrift Das Nationaltheater und ab August 1932 der Deutschen Bühnenblätter. In beiden Zeitschriften wurden neue Dramen vorgestellt, die Theaterpolitik besprochen und Entwicklungen im Ausland dargestellt. In Deutschland neu aufgeführte Texte stellte Roessler dar und kommentierte sie in den Jahresheften Schauspiel 1928/29, Schauspiel 1929/30 und Schauspiel 1930/31. Er gab auch das Überblickswerk Thespis-das Theaterbuch 1930 heraus, das das Theaterschaffen in Deutschland von 1924 bis 1929 zusammenfasste.
Daneben war Roessler noch Aufsichtsratsvorsitzender der Südwestdeutschen Bühne GmbH Frankfurt, der Schlesischen Bühne GmbH Breslau und der Ostpreußischen Bühne GmbH Königsberg.

## Amtsenthebung und Vertreibung
1932 begann der nationalsozialistische Kampfbund für Deutsche Kultur einen eigenen Theaterbesucherverband zu gründen und die bürgerlichen Mitglieder des Bühnenvolksbundes wenigstens teilweise zum Übertritt in den nationalsozialistischen Verband zu bewegen. Roessler wandte sich gegen die völkische Politisierung des Theaters und das Bestreben, die Kunst dem Massengeschmack zu unterwerfen. Die Kunst sollte vielmehr auf den Massengeschmack einwirken. Aus Sicht des Kampfbundes war dies eine überhebliche liberale und konservative Vorstellung. Nach den Reichstagswahlen am 5. März 1933 begann die NSDAP zügig, den Bühnenvolksbund aufzulösen und die Ortsgruppen und ihre Mitglieder und die Landesverbände in den völkischen Reichsverband Deutsche Bühne zu überführen. Der Bühnenvolksbund auf Reichsebene sollte aufgelöst werden.
Am 5. Mai 1933 beurlaubte der Vorsitzende des Kampfbundes für Deutsche Kultur Hans Hinkel, der spätere dritte Geschäftsführer der Reichskulturkammer, Roessler und untersagte ihm die weitere Ausübung seines Direktorenamtes. Am 8. Mai nahm der Kampfbund den Schreibtisch Roesslers an sich, ebenso den des Mitgeschäftsführers Dr. Brünker. Roessler und Brünker erstritten vor dem Landgericht Berlin eine einstweilige Verfügung gegen die Wegnahme. Daraufhin erklärte der preußische Ministerpräsident Hermann Göring gegenüber der Presse, er werde die Übergriffe des Kampfbundes nicht länger dulden, sondern bestrafen. Der Kampfbund brachte die weggenommenen Möbel tatsächlich zurück. Er entnahm aber später das Geldvermögen des Bühnenvolksbundes, das im Wesentlichen aus den Beiträgen der Mitglieder gespeist wurde.
Der Bühnenvolksbund wurde dadurch zahlungsunfähig und der völkische Reichsverband Deutsche Bühne e.V stellte beim Amtsgericht Berlin-Mitte am 29. Mai 1933 einen Antrag auf Eröffnung eines Konkursverfahrens wegen einer offengebliebenen Rechnung eines Schreibmaschinenlieferanten in Höhe von 1.170 RM. Am 15. Juni 1933 wurde das Konkursverfahren eröffnet und von da an war Roessler ohne Einkommen. 1934 wurde ein Ermittlungsverfahren gegen Roessler eingeleitet. SA-Kommandos erschienen in seinem Büro. Ende März 1934 verhalf ihm der Luzerner Xaver Schnieper, den Roessler in Berlin als Studenten kennengelernt hatte, zur Auswanderung nach Luzern.

## Vita Nova Verlag – Exil in Luzern
Noch von Berlin aus gründete Roessler mit dem Buchhändler Josef Stocker (1900–1985) und der Geldgeberin Henriette Racine (1889–1956) den Vita Nova Verlag in Luzern. Roessler wurde Geschäftsführer des kleinen Verlages und entwickelte ihn weiter zu einem wichtigen Verlag für christliche und humanistische Inhalte.
Der Verlag brachte von 1934 bis 1943 knapp 50 Titel heraus, darunter vom russischen Religionsphilosophen Nikolai Alexandrowitsch Berdjajew und vom katholischen Philosophen Emmanuel Mounier und vom Philosophen Friedrich Wilhelm Foerster.
Roessler und seine Frau Olga wurden staatenlos. Das deutsche Konsulat in Basel weigerte sich am 20. Mai 1935, ihm einen neuen Pass auszustellen. Die Ausbürgerung Roesslers und seiner Frau wurde im Deutschen Reichsanzeiger Nr. 96 vom 28. April 1937 amtlich bekanntgemacht. Roessler habe gegen die Treue gegen (sic) Reich und Volk verstoßen und deutsche Belange geschädigt. Roessler besorgte für sich und seine Frau 1940 einen tschechoslowakischen Reisepass, den ihm das Konsulat in Marseille der gar nicht mehr bestehenden tschechoslowakischen Republik ausstellte. Im Falle einer deutschen Besetzung der Schweiz wollte er damit seine Ausreise ermöglichen.
Von 1936 bis 1939 arbeitete Roessler an der Halbmonatszeitung Die Entscheidung mit.
Herausgeber waren Xaver Schnieper, der Nidwaldner Architekt und spätere Nachrichtenoffizier Arnold Stöckli und die Juristen Hans Segesser auf Brunegg und Bernhard Mayr von Baldegg, mit denen sich Roessler regelmäßig privat traf.
Die Tendenz der Zeitung war katholisch und radikaldemokratisch. Sie distanzierte sich von einer einseitig bürgerlichen Politik und strebte einen Sozialstaat an; sie wurde vom konservativen Katholizismus abgelehnt. Nach 1939 wurden die Herausgeber in den militärischen Aktivdienst einberufen, so dass die Zeitung nicht mehr weitergeführt werden konnte.

## Im Nachrichtendienst

### Büro Ha – Hans Hausamann

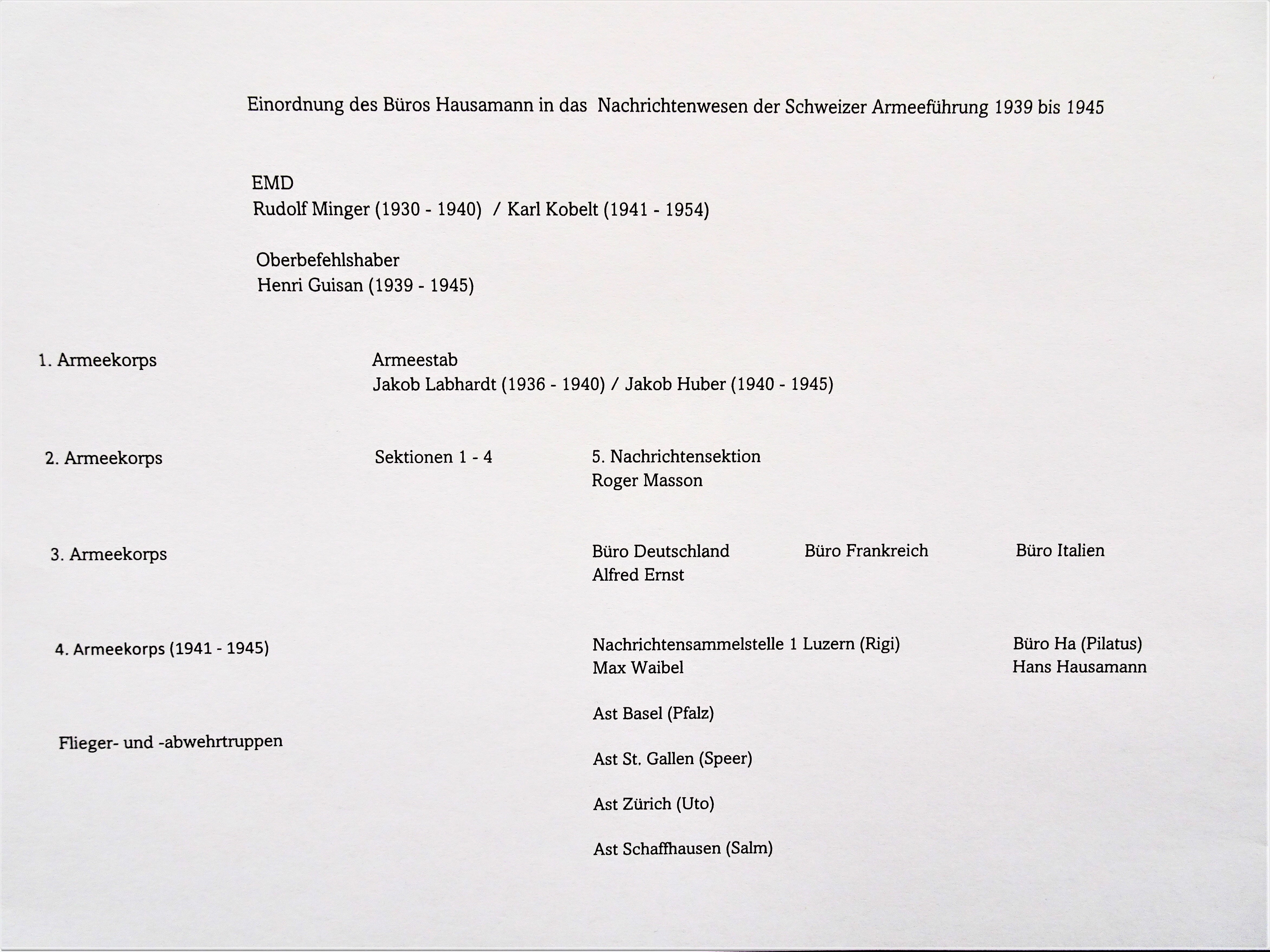
Hausamann im Gefüge des Nachrichtendienstes

Rudolf Roesslers Freund Xaver Schnieper lernte im Urlaub an Ostern 1939 in Lugano den Fotofachhändler Hans Hausamann kennen. Dieser betrieb einen Pressedienst und spezialisierte sich ab 1935 auf militärische Nachrichtenbeschaffung. Schnieper teilte dessen politische Auffassungen, so dass Hausamann ihn um die Vermittlung eines Mitarbeiters bat. Schnieper benannte ihm seinen Studienfreund Franz Wallner, der den ihm übertragenen nachrichtendienstlichen Aufgaben gerecht wurde. Deshalb bat Hausamann Schnieper um die Vermittlung eines weiteren Mitarbeiters, der mit deutschen Verhältnissen vertraut war. Schnieper schlug seinen Freund Roessler vor.
Roessler rechnete mit einem baldigen militärischen Übergriff des Deutschen Reichs auf die Schweiz und erklärte sich deshalb zu einer Zusammenarbeit mit Hausamann bereit. Er vermied es aber, sich mit ihm persönlich zu treffen, und so setzte Hausamann den in Luzern wohnenden Franz Wallner als Mittelsmann ein. Dieser überbrachte ihm von Sommer 1939 bis Mai 1944 monatlich 80 – 130 Einzelberichte.
Hausamann gab aber an Roessler keine Informationen weiter.

### Denkschrift zur Kriegslage nach der Luftschlacht um England

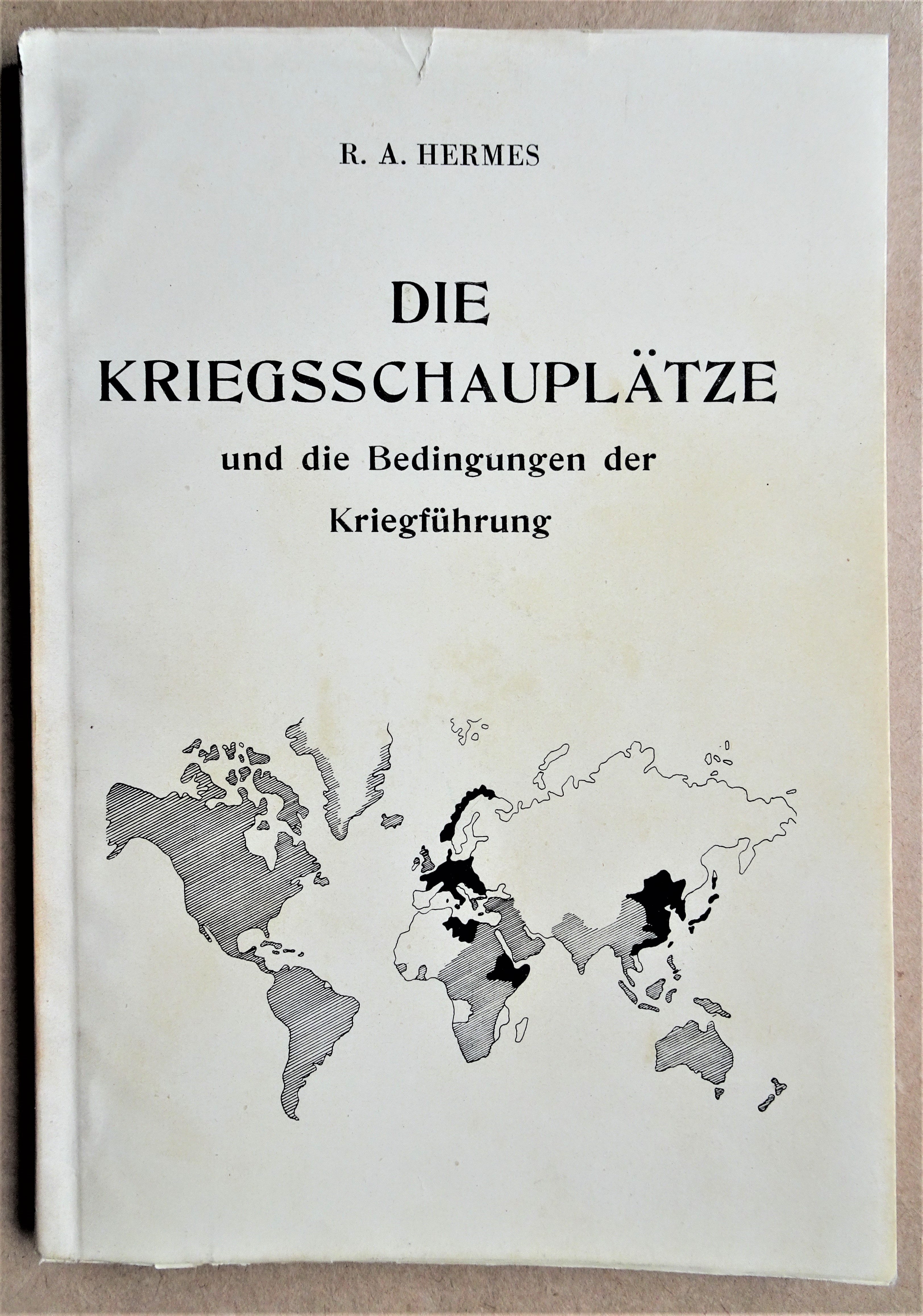
Denkschrift zum künftigen Kriegsverlauf

Von 1940 bis 1941 verfasste Roessler unter dem Pseudonym R. A. Hermes eine 94-seitige Denkschrift: Die Kriegsschauplätze und die Bedingungen der Kriegführung. Obwohl das Deutsche Reich die Sowjetunion noch nicht überfallen hatte, sagte Roessler ihm einen schweren Stand im weiteren Kriegsverlauf voraus. Großbritannien und die noch nicht kriegführenden Vereinigten Staaten von Amerika beherrschten die großen Passagen auf den Weltmeeren und die Achsenmächte Deutschland und Italien müssten diese Position erst noch erwerben, bevor der Kriegserfolg auf ihrer Seite eintreten könnte. Territoriale Gewinne könnten zum Kriegserfolg beitragen, aber auch zum Misserfolg.
Entscheidend sei, ob der Erwerber das Territorium mit Gewalt und dem damit verbundenen Aufwand beherrschen müsse, oder ob er genügend Parteigänger im besetzten Land an sich binden könne. Hieran fehlte es dem Deutschen Reich durchgehend, besonders gegenüber Polen und der Sowjetunion. Diese Feldzüge waren von Beginn an als Vernichtungskampf zweier Rassen und zweier Weltanschauungen angelegt. Eine Gewinnung von Parteigängern war weder möglich noch beabsichtigt.

### Weitergabe von Nachrichten an die Sowjetunion
Weiterer Empfänger von Roesslers Nachrichten und Analysen war Sándor Radó, der sie an die Raswedka, die Hauptnachrichtenverwaltung des Generalstabs der Sowjetstreitkräfte weiterleitete. Roessler wurde von Paul Böttcher und Rachel Dübendorfer über Christian Schneider angeworben. Schneider, ein Volkswirt, wurde nach seinem Studium Redakteur bei der Gladbecker Zeitung. 1926 wurde er unter 230 Bewerbern als Übersetzer beim Internationalen Arbeitsamt in Genf ausgewählt, dem ständigen Sekretariat der Internationalen Arbeitsorganisation. Dort blieb er bis zum Ende seines Arbeitsverhältnisses 1939. Die Internationale Arbeitsorganisation setzte Personal frei, weil ihre Bedeutung gesunken war. Schneider wurde arbeitslos. Zur gleichen Zeit suchte Roessler mit einem Inserat in der Neuen Zürcher Zeitung einen Verlagsmitarbeiter, der auch in der welschen Schweiz tätig sein konnte. Schneider bewarb sich auf die Stelle und Roessler stellte ihn ein. Schneider begann, in Genf eine Zweigstelle des Verlags aufzubauen.
Roessler und Schneider hatten ähnliche politische Ansichten und verstanden sich gut. Roessler gab Schneider einige seiner Berichte.
Schneider und seine Frau Elisabeth waren mit Schneiders ehemaliger Kollegin beim Internationalen Arbeitsamt, Rachel Dübendorfer und ihrem Lebensgefährten Paul Böttcher, befreundet. Böttcher war Kommunist und ehemaliger sächsischer Finanzminister und lebte unter dem Namen Dübendorfer in der Schweiz. Böttcher hatte, wie der ihm nicht von Person bekannte Roessler, eine große Sammlung von Zeitungsausschnitten, und versorgte Sándor Radó mit Nachrichten. Bei einem gemeinsamen Abendessen etwa im Juni 1941 zeigte Böttcher seine Sammlung Schneider, und Schneider zeigte daraufhin Böttcher einen der Berichte Roesslers.
Böttcher sagte Schneider etwa ein Jahr später, dass ein Bericht Roesslers von großem strategischem Interesse sei, und bat ihn, bei Roessler anzufragen, ob er bereit sei, derartige Nachrichten regelmäßig an ihn zu geben. Roessler stimmte zu und übergab Schneider von Sommer 1942 bis 1944 Nachrichten, die dieser an Rachel Dübendorfer und Paul Böttcher weitergab. Roessler vermied wie im Falle Hausamanns jeden persönlichen Kontakt mit Rachel Dübendorfer und Paul Böttcher. Für seine Übermittlungsdienste erhielt Schneider von beiden Empfängern kein Entgelt, sondern nur Ersatz der Kosten für die Eisenbahn. Rachel Dübendorfer und Paul Böttcher gaben die Berichte Roesslers an Sándor Radó zur Weiterleitung an die Raswedka. Radó übertrug die Berichte in Funksprüche, die er in deutscher Sprache verfasste, selbst chiffrierte, und durch Tastfunker nachts in die Sowjetunion durchgeben ließ.

### Weitergabe von Nachrichten an den Schweizer Armeestab
Bernhard Mayr von Baldegg, der mit Roessler befreundet war und zu den Herausgebern der kurzlebigen Zeitung Die Entscheidung gehörte, kannte dessen Fähigkeiten und Neigungen. Als stellvertretender Leiter der Nachrichtensammelstelle 1 der 5. (Nachrichten)-Sektion in Luzern war er an militärischen Berichten interessiert. Roessler sagte ihm zu, in Deutschland bekanntgewordene Nachrichten aus britischen Quellen zu liefern. Nach und nach gab ihm die Nachrichtensammelstelle 1 Aufträge, zu bestimmten militärischen Themen Stellungnahmen abzugeben. Benötigt wurden Berichte über Aufbau, Struktur und Veränderungen in der Wehrmacht und ihren einzelnen Zweigen, über Befehlsverhältnisse, über die Verlagerung von Wehrmachtsverbänden, über Reserve- und Ersatzverbände und deren Organisation.

### Honorare
Nach eigenen, mit Geschäftsaufzeichnungen nicht abgestimmten Angaben im Ermittlungsverfahren 1944, erhielt Roessler von der Nachrichtensammelstelle 1 monatlich 250 Franken, und über Christian Schneider vom russischen und britischen Geheimdienst zusammen monatlich 2.800 Franken. Er gab etwa 1.250 Franken für den Verlag aus, 1.700 Franken für einen deutschen Informanten, 300 Franken für die Darlehensrückzahlung an Schneider und für den eigenen Lebensunterhalt 150 Franken.
Außerdem soll er von Hausamann monatlich 1.500 Franken erhalten haben.

## Weitergegebene Nachrichten
Wesentliche Arbeiten Roesslers waren sowohl Nachrichten und Berichte zu militärischen und politischen Themen als auch Gutachten und Denkschriften zur Lagebeurteilung. Roessler hatte den Überblick über das gesamte Kriegsgeschehen. Er fertigte systematische Aufstellungen über Aufmarschpläne, Bereitstellungsräume, Größenordnungen und Festlegungen und deren Urheber.
Roessler war kein Spion, der Geheimnisse aus seinem Zuständigkeitsbereich oder ihm anderweitig anvertraute Geheimnisse weitergab, oder fremde Geheimnisse auskundschaftete oder ausspähte. Er war Beschaffer, Sammler und Sichter von Nachrichten und gleichzeitig deren Auswerter.
Roesslers Berichte sind heute nicht mehr vorhanden. Durchschläge davon bewahrte Xaver Schnieper bis 1953 in seiner Wohnung in Luzern auf. Dort wurden sie in einem Ermittlungsverfahren gegen Roessler als Beweisgegenstände beschlagnahmt. Nach Feststellungen eines Untersuchungsrichters vom Mai 1953 waren die Berichte in neun dicken Bänden zusammengefasst. Sie betrafen militärische, politische und wirtschaftliche Verhältnisse des Auslandes, aber nicht der Schweiz. Die Berichte wurden aber weder an das Staatsarchiv Luzern noch an das Schweizerische Bundesarchiv abgegeben, sondern durch die Luzerner Polizei vernichtet.
Sándor Radó, der Roesslers Nachrichten an die Raswedka  weitergab, versuchte, seinen sowjetischen Empfängern eine Vorstellung von der Herkunft der Nachrichten aus den einzelnen Kommandobehörden der Wehrmacht und den Ministerien zu geben. Nachrichten aus dem Oberkommando der Wehrmacht bezeichnete er mit Werther, aus dem Oberkommando des Heeres mit Teddy, aus dem Oberkommando der Luftwaffe mit Olga, aus dem Heereswaffenamt mit Bill und aus dem Auswärtigen Amt mit Anna. Roessler selbst nannte er Lucy und die Mittelsleute Christian Schneider Taylor und Rachel Dübendorfer Sissy.

### Wichtige Einzelmeldungen Roesslers
- Ende Dezember 1942: Informationen aus der Wehrmacht über die deutschen Reserven im Hinterland von Stalingrad mit Nummern und Standorten der Ersatzdivisionen.[43]
- 28. Februar 1943: Das Oberkommando der Wehrmacht rechnet mit einem Höhepunkt des sowjetischen Angriffs und erwartet eine Großoffensive bei Kursk in Richtung Gluchow – Konotop und Durchbruchsversuche von zwei Korps zwischen Bogoduchow und Konotop.[44]
- 3. April 1943: Der Angriff der Wehrmacht auf Kursk soll bis Anfang Mai 1943 aufgeschoben werden, weil am nördlichen Frontabschnitt, besonders in Welikije Luki immer stärkere sowjetische Kräfte zusammengezogen werden. Diese Meldung traf zu, weil mit Befehl Nr. 6 des OKH der 3. Mai als frühester Angriffszeitpunkt angeordnet wurde.[45]
- 20. April 1943: Der Angriff auf Kursk ist auf den 12. Juni 1943 verschoben.[46]

Dieser Befehl wurde erst am 29. April 1943 unterzeichnet. Der Angriff wurde später nochmals verschoben und begann am 5. Juli 1943.
In wenigstens knapp 70 Fällen leitete Sándor Radó bedeutsame Nachrichten Roesslers an die Raswedka weiter.

### Qualität von Roesslers Berichten
Da die ungefähr 6.000 Berichte Roesslers ungefähr 1975 vernichtet statt archiviert wurden,
ist der Umfang und die Qualität der Berichte noch nicht eingehend wissenschaftlich untersucht worden. Eine Prüfung kann erst stattfinden, wenn es gelingt, Roesslers Berichte aus den Berichten Hausamanns herauszufiltern. Diese sind im Schweizerischen Bundesarchiv im Original und im Institut für Zeitgeschichte, München, in Fotokopie erhalten.
Die Raswedka stellte nach der Schlacht von Stalingrad zweimal fest, dass die Meldungen Roesslers zutreffend und wichtig waren. Nach Auffassung des Militärhistorikers Hans-Rudolf Kurz waren die Nachrichten Roesslers erstaunlich richtig und genau. Hausamann hielt die ihm regelmäßig von Franz Wallner überbrachten Informationen für im Durchschnitt ausgezeichnet. In mehrjähriger Arbeit hatte Roessler eine Kartothek zur Wehrmacht und zur Wehrwirtschaft aufgebaut. Mit ihrer Hilfe konnte er knappe Informationen um wesentliche Einzelheiten ergänzen. Der Journalist Heinz Höhne beurteilte die Berichte Roesslers als teilweise unzuverlässig; Roessler habe zu viele fehlerhafte und ungenaue Angaben gemacht. Otto Pünter vertrat die Ansicht, dass die vielen ihm bekannt gewordenen Meldungen Roesslers oft von einer geradezu unheimlichen Präzision waren.

## Strafverfahren gegen Roessler und Schneider 1944/1945

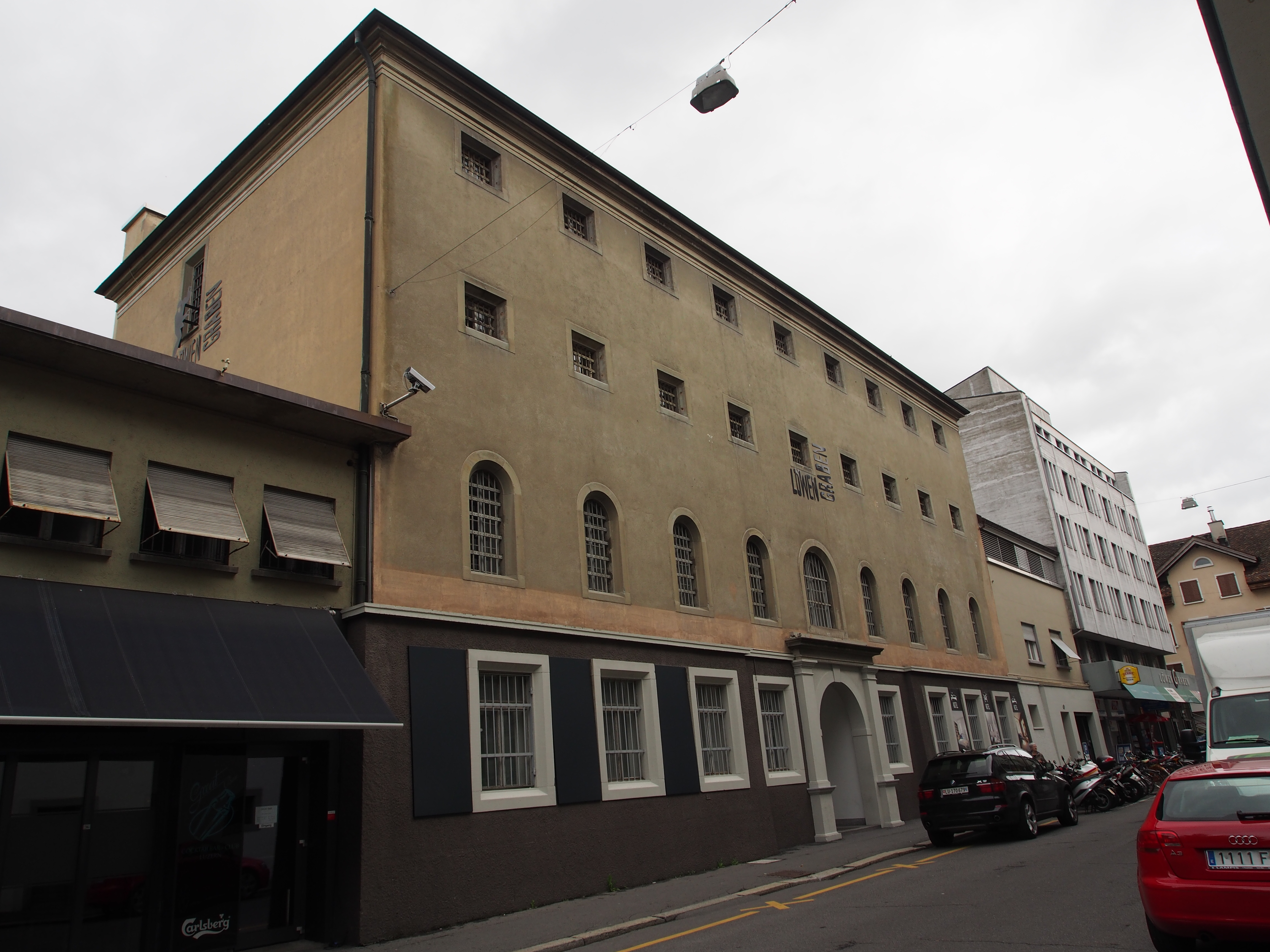
111 Tage U-Haft im Gefängnis Löwengraben